# Ponte della Ferrovia (Parona)
Il ponte della Ferrovia è uno dei due ponte ferroviari situati lungo il fiume Adige all'interno del territorio comunale di Verona, più precisamente nella frazione di Parona.

## Storia e descrizione
L'opera venne realizzata dal Governo austriaco per farvi transitare la ferrovia che doveva collegare la piazzaforte di Verona con la città di Monaco di Baviera; la sua realizzazione fu pertanto sottoscritta dall'Impero austriaco e dal Regno di Baviera nel 1847 e la progettazione e direzione lavori affidata a Luigi Negrelli, ingegnere trentino noto per aver progettato il canale di Suez. La ferrovia del Brennero fu poi inaugurata nel 1858, ma il ponte subì ulteriori lavori negli anni venti del Novecento, quando la linea venne raddoppiata, e nel 1941, quando fu elettrificata.
Durante la seconda guerra mondiale fu naturalmente un obiettivo importante per gli alleati, che lo bombardarono in più occasioni per tagliare i collegamenti con la Germania nazista; in particolare, il 9 e il 10 marzo 1945 fu colpito da ben 533 tonnellate di bombe, e pertanto quasi completamente distrutto. Il ponte venne prontamente ripristinato nel 1946, a guerra conclusa, inoltre venne aggiunto un passaggio pedonale sul lato a valle dell'opera.
Il ponte ferroviario è lungo 100 metri ed è caratterizzato da cinque campate di 16 metri con pile alte 17 metri; la sede ferroviaria venne realizzata già in origine larga 8 metri, in previsione del futuro possibile raddoppio dei binari.